# أندي موريس
أندي موريس (بالإنجليزية: Andy Morris) ولد في 17 نوفمبر 1967 بشفيلد في المملكة المتحدة هو لاعب كرة قدم بريطاني في مركز الهجوم. لعب مع نادي إكزتر سيتي ونادي تشيسترفيلد ونادي روتشديل ونادي روذرهام يونايتد ونادي سكاربورو وHucknall Town F.C. ‏.

## وصلات خارجية
- أندي موريس على موقع قاعدة بيانات كرة القدم.إي يو (الإنجليزية)
- أندي موريس على موقع Soccerbase.com (لاعب) (الإنجليزية)